# Glaciar Furtwängler
El Glaciar Furtwängler se encuentra cerca de la cima del Monte Kilimanjaro en el país africano de Tanzania. 
Lleva este nombre por el alpinista Walter Furtwängler (hijo del arqueólogo alemán Adolf Furtwängler y hermano del director de orquesta Wilhelm Furtwängler), quien junto a Siegfried König, fueron los cuartos en llegar a la cima del Kilimanjaro en 1912.
Furtwängler es un pequeño remanente de una capa de hielo enorme que, una vez coronaba la cima del Monte Kilimanjaro. Esta capa de hielo ha retrocedido significativamente en el último siglo. Entre 1912 y 2000, el 82 por ciento del hielo de los glaciares en la montaña ha desaparecido. La retirada de hielo de los glaciares en la cumbre se espera que continúe y para el año 2020, todos los glaciares en la cima de la montaña pudieran desaparecer.